# Acqua intermedia dell'Antartico
L'acqua intermedia dell'Antartico (nella letteratura scientifica in genere abbreviata in AAIW, acronimo dell'inglese Antarctic Intermediate Water) è una massa d'acqua fredda e a salinità relativamente bassa, localizzata alle profondità intermedie dell'Oceano Antartico.
La AAIW si forma alla superficie oceanica nella zona di convergenza antartica chiamata fronte polare antartico. Questa zona di convergenza è normalmente posizionata tra il 50°S e il 60°S, ed è qui che si forma la maggior parte della AAIW.

## Proprietà
La bassa salinità della AAIW la differenzia dalle altre masse d'acqua che tendono a sprofondare, in quanto queste ultime sono normalmente caratterizzate da un'elevata salinità. La bassa salinità, che è un'esclusiva della AAIW, è riscontrabile in tutto l'Oceano Antartico a profondità che vanno dai 700 ai 1200 metri.
I valori tipici di temperatura sono compresi tra 3 e 7 °C, e la salinità iniziale tra 34,2 e 34,4 psu (practical salinity unit, l'unità di misura della salinità). A causa del rimescolamento verticale alle profondità intermedie, la salinità tende a crescere con il movimento della massa d'acqua in direzione nord. La densità tipica della AAIW è compresa tra 1026,82 kg/m3 e 1027,43 kg/m3. Nel movimento verso nord lo spessore della AAIW varia notevolmente rispetto alla zona di formazione.

## Formazione
La formazione della AAIW è collegata al trasporto di Ekman e ai processi di convergenza e divergenza delle masse d'acqua.
I venti che soffiano sull'Oceano Antartico vengono chiamati venti polari orientali quando soffiano da est a ovest. In prossimità della costa antartica, questi venti danno origine a una corrente superficiale antioraria che viene chiamata corrente costiera antartica. Nell'emisfero antartico, il trasporto di Ekman spinge l'acqua verso la sinistra del moto di superficie, per cui la corrente costiera diretta verso ovest spinge l'acqua verso l'Antartide.
A nord della corrente costiera antartica fluisce la corrente circumpolare antartica (ACC), creata dai forti venti occidentali che soffiano in senso orario attorno all'Antartide. Anche in questo caso il trasporto di Ekman tende a spingere quest'acqua a sinistra della superficie del moto, allontanandola pertanto dall'Antartide. Appena al largo dell'Antartide pertanto, una parte dell'acqua viene spinta verso il continente, mentre una parte ne viene allontanata; questo dà origine alla regione di divergenza antartica. È qui che si instaura la risalita dell'acqua profonda del Nord Atlantico (NADW), che è fredda e piuttosto salina. Una volta risalita in superficie, parte della NADW si dirige verso l'Antartide, diventa più fredda e sprofonda nuovamente come acqua di fondo dell'Oceano antartico.